# Palcares
Genre
Palcares est un genre d'opilions laniatores de la famille des Metasarcidae.

## Distribution
Les espèces de ce genre sont endémiques du Pérou.

## Liste des espèces
Selon World Catalogue of Opiliones (30/09/2021) :
- Palcares inermis (Roewer, 1957)
- Palcares serrifemur Roewer, 1959
- Palcares spiniger Roewer, 1957

## Publication originale
- Roewer, 1957 : « Arachnida Arthrogastra aus Peru, III. » Senckenbergiana Biologica, vol. 38, no 1/2, p. 67-94.